# Hermann Luy
Hermann Luy (* 21. März 1951; † Juli 2001) war ein deutscher Fußballspieler. Für die hessischen Klubs FC Hanau 93, VfR Bürstadt und FSV Frankfurt lief er in insgesamt 109 Spielen der 2. Bundesliga auf, dabei erzielte der Abwehrspieler acht Tore.

## Sportlicher Werdegang
Luy begann mit dem Fußballspielen bei Germania Horbach, ein Angebot von Kickers Offenbach als Teenager schlug er aus. Bis 1976 spielte er für den Klub in der Gruppenliga Hessen, der zweithöchsten Amateurklasse des Verbandes. Nach dem Abstieg wechselte er zum FC Hanau 93, der in die Hessenliga aufgestiegen war. Nach einem vierten Tabellenplatz in der Debütspielzeit wurde er mit der Mannschaft Meister der Spielzeit 1977/78 und stieg in die Zweitklassigkeit auf. Unter Aufstiegstrainer Manfred Brunner sowie dessen Nachfolger Karl-Heinz Schmal gehörte er an der Seite von Walter Seitz, Karlheinz Schleiter, Karl Walter und Heiko Dymalla zu den Stammkräften des Klubs, der am Ende der Spielzeit 1978/79 direkt wieder abstieg. Innerhalb der Spielklasse zog er daraufhin zum VfR OLI Bürstadt weiter, bei dem er aber nur unregelmäßig zum Einsatz kam und bei zwölf Saisoneinsätzen nur in acht Partien in der Startformation stand.
Im Sommer 1980 wechselte Luy zum Zweitligakonkurrenten FSV Frankfurt. Unter Trainer Dietmar Schwager war er auf Anhieb Stammspieler, verpasste aber mit der Mannschaft um Norbert Winkler, Paul-Werner Hofmann, Josef Sarroca und Roland Höfling am Ende der Spielzeit 1980/81 in der Südstaffel aufgrund der Einführung der eingleisigen 2. Bundesliga den Klassenerhalt. Mittlerweile zum Mannschaftskapitän aufgestiegen, führte er die Mannschaft zur Meisterschaft in der Oberliga-Spielzeit 1981/82 und der anschließenden Aufstiegsrunde zum direkten Wiederaufstieg. In der Zweitliga-Spielzeit 1982/83 gelangen nur neun Saisonsiege bei 21 Niederlagen, als Tabellenvorletzter stieg der Klub gemeinsam mit den Mitaufsteigern FC Augsburg und TuS Schloß Neuhaus sowie der SpVgg Fürth erneut in die Drittklassigkeit ab.
Luy verließ die Mannschaft vom Bornheimer Hang im Sommer 1983 nach dem Abstieg und schloss sich dem FC Bayern Alzenau an, der seinerzeit in der viertklassigen Landesliga Bayern antrat. Anschließend spielte er bei der SG Büdingen, ehe er als Spielertrainer bei der Spvgg. Hüttengesäß seine Karriere ausklingen ließ.
Im Juli 2001 starb er im Alter von 50 Jahren an Herzversagen.